# Mistrzostwa Ameryki Południowej w Piłce Siatkowej Kobiet 2021
XXXIV Mistrzostwa Ameryki Południowej w piłce siatkowej kobiet były rozgrywane w dniach 15 – 19 września 2021 roku w kolumbijskim mieście Barrancabermeja. W rozgrywkach wystartowało 5 reprezentacji narodowych. Tytułu sprzed dwóch lat broniły Brazylijki.
Turniej pełnił rolę kwalifikacji do Mistrzostw Świata 2022.

## Uczestnicy
Argentyna
 Brazylia
 Chile
 Kolumbia
 Peru

## Rozgrywki

### Faza grupowa
| Lp. | Drużyna   | Mecze | Mecze   | Mecze   | Pkt | Sety | Sety | Sety  | Małe punkty | Małe punkty | Małe punkty |
| Lp. | Drużyna   | M     | W (3:2) | P (2:3) | Pkt | wyg. | prz. | ratio | zdob.       | str.        | ratio       |
| --- | --------- | ----- | ------- | ------- | --- | ---- | ---- | ----- | ----------- | ----------- | ----------- |
| 1   | Brazylia  | 4     | 3 (0)   | 1 (0)   | 9   | 10   | 4    | 2.500 | 339         | 269         | 1.260       |
| 2   | Kolumbia  | 4     | 3 (0)   | 1 (0)   | 9   | 10   | 5    | 2.000 | 354         | 323         | 1.096       |
| 3   | Argentyna | 4     | 2 (0)   | 2 (0)   | 6   | 8    | 3    | 2.667 | 311         | 293         | 1.061       |
| 4   | Peru      | 4     | 2 (0)   | 2 (0)   | 6   | 6    | 7    | 0.857 | 284         | 295         | 0.963       |
| 5   | Chile     | 4     | 0 (0)   | 4 (0)   | 0   | 0    | 12   | 0.000 | 192         | 300         | 0.640       |

Źródło: voleysur.org
Punktacja: 3:0 i 3:1 – 3 pkt; 3:2 – 2 pkt; 2:3 – 1 pkt; 1:3 i 0:3 – 0 pkt
Zasady ustalania kolejności: 1. liczba zwycięstw; 2. liczba punktów; 3. stosunek setów; 4. stosunek małych punktów; 5. bilans w bezpośrednich meczach
| Data  | Godz. | Drużyna 1 | Wynik | Drużyna 2 | 1     | 2     | 3     | 4     | 5 | Widzów | *  |
| ----- | ----- | --------- | ----- | --------- | ----- | ----- | ----- | ----- | - | ------ | -- |
| 15.09 | 17:30 | Peru      | 0:3   | Brazylia  | 17:25 | 23:25 | 18:25 |       |   |        | 1  |
| 15.09 | 20:00 | Chile     | 0:3   | Kolumbia  | 20:25 | 13:25 | 12:25 |       |   |        | 2  |
| 16.09 | 17:30 | Brazylia  | 3:1   | Argentyna | 23:25 | 25:13 | 25:14 | 25:16 |   |        | 3  |
| 16.09 | 20:00 | Kolumbia  | 1:3   | Peru      | 22:25 | 25:19 | 21:25 | 20:25 |   |        | 4  |
| 17.09 | 17:30 | Brazylia  | 3:0   | Chile     | 25:11 | 25:19 | 25:14 |       |   |        | 5  |
| 17.09 | 20:00 | Peru      | 3:0   | Argentyna | 18:25 | 17:25 | 22:25 |       |   |        | 6  |
| 18.09 | 17:00 | Chile     | 0:3   | Peru      | 20:25 | 16:25 | 21:25 |       |   |        | 7  |
| 18.09 | 20:00 | Argentyna | 1:3   | Kolumbia  | 20:25 | 25:15 | 25:27 | 23:25 |   |        | 8  |
| 19.09 | 17:00 | Argentyna | 3:0   | Chile     | 25:19 | 25:5  | 25:22 |       |   |        | 9  |
| 19.09 | 20:00 | Kolumbia  | 3:1   | Brazylia  | 25:19 | 25:23 | 24:26 | 25:23 |   |        | 10 |

## Klasyfikacja końcowa
| Miejsce | Reprezentacja | Uwagi                            |
| ------- | ------------- | -------------------------------- |
| złoto   | Brazylia      | Awans na Mistrzostwa Świata 2022 |
| srebro  | Kolumbia      | Awans na Mistrzostwa Świata 2022 |
| brąz    | Argentyna     |                                  |
| 4.      | Peru          |                                  |
| 5.      | Chile         |                                  |

## Nagrody indywidualne
| MVP                | Najlepsze blokujące              | Najlepsza atakująca   | Najlepsze przyjmujące        | Najlepsza rozgrywająca | Najlepsza libero |
| ------------------ | -------------------------------- | --------------------- | ---------------------------- | ---------------------- | ---------------- |
| Gabriela Guimarães | Yeisy Soto Ana Carolina da Silva | Ana Cristina de Souza | Amanda Coneo Daniela Bulaich | María Marín            | Tatiana Rizzo    |